# Villa dos Quintílios

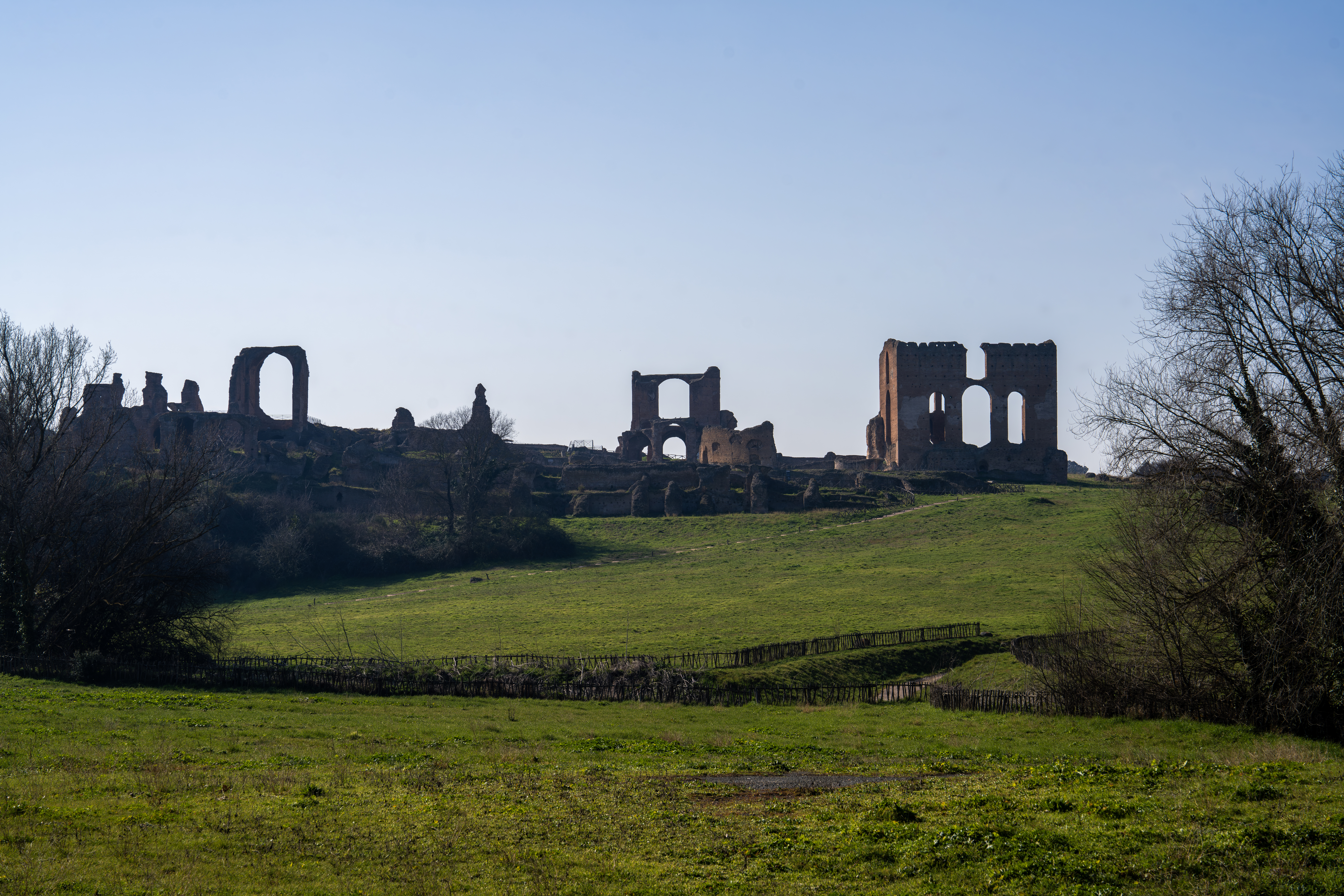
Ruinas da Villa dos Quintílios.

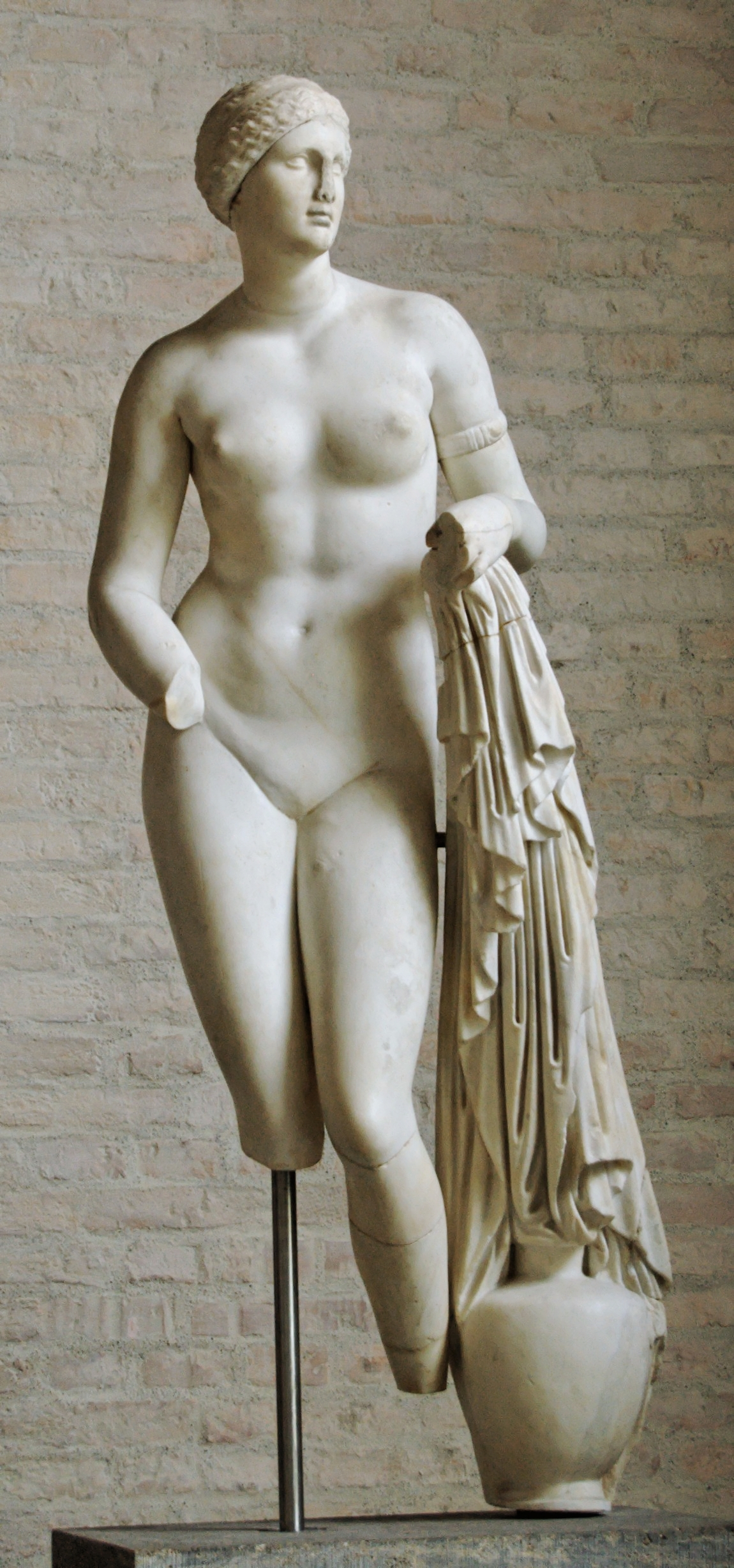
A Vénus de Braschi, da Villa dos Quintílios (Gliptoteca de Munique).

A Villa dos Quintílios (em italiano:  Villa dei Quintili) é uma antiga villa romana junto ao quinto marco ao longo da Via Ápia fora das fornteiras tradicionais de Roma, Itália. Foi construída pelos irmãos Sexto Quintílio Máximo e Sexto Quintílio Condiano (cônsules em 151 d.C.).
Quando foi descoberta, dada a sua extensão, a villa foi chamada de Roma Vecchia ("Roma Velha") pelos habitantes locais, pois ocupava uma grande área e parecia ter sido mais do que uma pequena cidade.

## História
O centro da vila foi construído no tempo de Adriano e incluía umas extensas termas alimentadas pelo seu próprio aqueduto e, menos usual, um hipódromo, datado do século IV quando a vila pertencia ao Império: o imperador Cómodo cobiçou a vila de tal forma que mandou executar os seus proprietários em 182 e confiscou-a para si próprio.
Em 1776, Gavin Hamilton, pintor e coleccionador de antiguidades romanas, efectuou escavações em certos locais da Villa dos Quintílios, ainda designada por "Roma Vecchia", e as esculturas que ele descobriu revelaram a natureza imperial do local. Ali, Hamilton encontrou cinco esculturas em mármore, incluindo "Um Adónis a dormir", que vendeu a Charles Townley e que foi para p Museu Britânico, e "Uma Bacante com um tigre", incluída numa lista como tendo sido vendida a Charles Francis Greville. O maior relevo em mármore de Esculápio encontrada no local foi entregue por Hamilton ao Conde de Shelburne, mais tarde Marquês de Lansdowne, na Lansdowne House, Londres. A "Braschi Venus" foi adquirida pelo sobrinho do Papa Pio VI, Luigi Braschi Onesti.
Actualmente (2011), o local da vila tem um museu com esculturas e outros artefactos em mármore. O ninfeu, a parede do tepidário e os banhos podem também ser visitados.

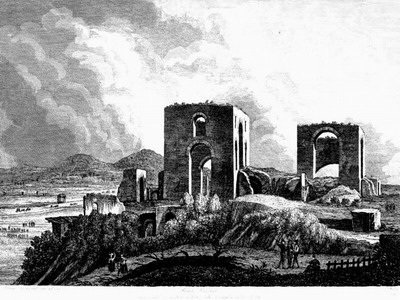
Vista da vila por Luigi Rossini, Viaggio pittoresco da Roma a Napoli, 1839